# Allanche

Allanche este o comună în departamentul Cantal, Franța. În 1 ianuarie 2022 avea o populație de 783 de locuitori.